# Fran Folnegović
Fran Folnegović (Slanovec kraj Zagreba, 17. veljače 1848. – Zagreb, 18. srpnja 1903.), bio je hrvatski političar i publicist.

## Životopis
Pohađao je Klasičnu gimnaziju u Zagrebu te ju je završio 1866. godine. Saborski zastupnik postao je kao član Stranke prava, ali je naginjao obzorašima. Radio je na zajedničkom stranačkom programu radi ostvarenja jedinstvenog djelovanja oporbe u borbi protiv Khuenove vladavine. Taj program podržale su Stranka prava i Neovisna narodna stranka. Njegov govor 1895. godine, u kojem kritizira studentske demonstracije protiv Khuena prigodom posjeta cara Franje Josipa dao je povod raskolu u Stranci prava. Frakcija koju je predvodio okupljala se je oko lista Hrvatska domovina (poslije se taj list nastavlja kao Hrvatska iz 1900. godine), koji je uređivao, pa su dobili naziv domovinaši. Odvajanjem Čiste stranke prava, domovinaši su preuzeli Stranku prava te je Folnegović kasnije postao članom izvršnog odbora Hrvatske opozicije. Bio je i istaknut slobodni zidar.
Bavio se i književnim radom (putopisi, memoari). Poslije smrti Augusta Šenoe bio je urednik lista Vienca.